# Bojan Polak
Bojan Polak-Stjenka, slovenski atlet, partizan, general, komunist, veleposlanik, prvoborec, politik in narodni heroj, * 28. november 1918, Ormož, † 4. julij 2004, Ljubljana.

## Življenjepis
Rodil se je v družini Maistrovega borca. Družina se je nato priselila v Žiri, nato pa v Ljubljano. Tu se je začel ukvarjati z atletiko in bil zelo dober, tako da je leta 1938 postal jugoslovanski državni prvak v deseteroboju.
Po maturi je odslužil vojaški rok in leta 1940 končal šolo za rezervne častnike v Sarajevu. Ob začetku aprilske vojne je prostovoljno odšel na obrambo domovine, a je prišel le do Novega mesta, kjer je dočakal končni zlom Kraljevine Jugoslavije.
Tako se je pridružil NOB in že v začetku 1942 postal komandir čete v Šercerjevem bataljonu, nato pa še komandant polbataljona. Junija 1942 je postal poveljnik novoustanovljenega Notranjskega odreda, ki mu je poveljeval le slab mesec, saj je julija postal poveljnik III. grupe odredov. Ob ustanovitvi Šercerjeve brigade je postal njen poveljnik; marca 1943 je bil hudo ranjen in poslan na zdravljenje. Novembra istega leta je postal načelnik operativnega odseka Glavnega štaba NOV in POS, kar je opravljal do marca 1944, ko je bil postavljen za poveljnika Vojske državne varnosti; to dolžnost je opravljal do konca vojne. 8. maja 1945 je bil imenovan za poveljnika 1. divizije KNOJ, ki je izvedla poboje vojnih ujetnikov in beguncev  ob koncu vojne.
Ostal je v aktivni vojaški službi. Leta 1946 je bil poslan na Višjo artilerijsko vojno akademijo v Moskvo. Po dvoletnem šolanju se je vrnil nazaj v domovino. 1953 se je upokojil iz vojaške službe.
Od leta 1964 do 1968 je bil veleposlanik v Nemški demokratični republiki.
Po vrnitvi je postal načelnik štaba, nato pa v letu 1969 prvi imenovani komandant Glavnega štaba za splošni ljudski odpor Socialistične republike Slovenije, predhodnice TO RS. Sam je hotel modernizirati teritorialno obrambo, a je bil zaradi političnih spletk novembra 1973 odstavljen s položaja.
Ob Titovi smrti je bil eden od slovenskih narodnih herojev na častni straži ob krsti.
Leta 1982 se je vrnil v politično življenje in postal predsednik ZZB NOV Jugoslavije z enoletnim mandatom (1982–83). Med letoma 1988 in 1990 pa je bil predsednik ZZB NOV Slovenije. 

## Napredovanja
- 1940 - rezervni poročnik VKJ
- oktober 1943 - podpolkovnik NOVJ (z rangom od 1. maja 1943)
- 1945 - polkovnik JLA
- 22. december 1953 - generalmajor JLA

## Odlikovanja
- red narodnega heroja (1953)
- red vojne zastave (26. november 1954)
- red partizanske zvezde II. stopnje (št. 1932)
- red za hrabrost (št. 7385 in 7722)
- red bratstva in enotnosti I. stopnje (št. 1603)
- partizanska spomenica 1941 (št. 528)
- red za vojaške zasluge I. stopnje
- red dela z rdečo zastavo (št. 1033)
- red republike z zlatim vencem (20. december 1979)
- spominska medalja 10 let JLA 1941-51
- priznanje Osvobodilne fronte Slovenije, zlati znak (št. 381)
- priznanje SLO (št. 28)
- red zastave dela II. stopnje (DDR)
- častna medalja komiteja protifašističnih borcev DDR (15. maj 1984)
- spominska medalja 40 let zmage 1945-1985 (ZSSR)
- častni znak komiteja vojnih veteranov (ZSSR; 29. junij 1983)
- spominska medalja divizije Garibaldi 1943-1983 (Italija)
- zlata medalja bojevnikov proti fašizmu (Češkoslovaška)